# Salum
Salum (em hebraico: שַׁלּוּם; romaniz.: Šallūm; lit. "reconciliação") foi o décimo quinto rei de Israel e filho de Jabes, reinou por apenas um mês. Subiu ao trono após assassinar o rei Zacarias.
O seu reinado duraria um mês, sendo assassinado por Menaém, filho de Gadi, que lhe ocuparia o trono.